# Bernardo Alves
Bernardo Cardoso de Resende Alves (Belo Horizonte, 20 de noviembre de 1974) es un jinete brasileño que compitió en la modalidad de salto ecuestre. Ganó cinco medallas en los Juegos Panamericanos entre los años 1999 y 2011.

## Palmarés internacional
| Juegos Panamericanos | Juegos Panamericanos            | Juegos Panamericanos | Juegos Panamericanos |
| Año                  | Lugar                           | Medalla              | Categoría            |
| -------------------- | ------------------------------- | -------------------- | -------------------- |
| 1999                 | Winnipeg (Canadá)               | Medalla de oro       | Por equipos          |
| 2003                 | Santo Domingo (Rep. Dominicana) | Medalla de bronce    | Por equipos          |
| 2007                 | Río de Janeiro (Brasil)         | Medalla de oro       | Por equipos          |
| 2011                 | Guadalajara (México)            | Medalla de plata     | Por equipos          |
| 2011                 | Guadalajara (México)            | Medalla de bronce    | Individual           |